# 도대웅
도대웅(1984년 11월 13일 ~ )은 대한민국의 희극인이다.

## 주요 이력
1984년 11월 13일, 경기도 부천에서 태어나 2006년부터 코미디 연극배우로 활동한 그는 2012년 MBC 19기 공채 개그맨으로 정식 데뷔했다. 2013년 MBC 방송연예대상에서 신인상을 수상했으며 2018년 기준으로는 스마일킹 개그쇼라는 공연을 하고 있다. 그리고 그는 현재 유튜브 숏플레이, 상여자들, 단발머리의 총 기획 및 운영을 하고 있다

## 출연작
- 《김구라 김동현의 김부자쇼》 - 2014년, 투니버스
- 《코미디의 길》 - 2014년, MBC
- 《코미디에 빠지다》 - 2012년~2014년, MBC
- 《무한도전》 - 2013년, MBC (323~324, 330~331, 367회 출연)
- 《웃찾사》 - 2016년~ SBS
- 《위기탈출 넘버원》 - KBS
- 《좋은 친구들》 - 2019년~2020년 SBS plus